# Koloredov (Nevězice)
Koloredov (německy Kolloredo Hof) je osada v okrese Písek v Jihočeském kraji. Je součástí obce Nevězice. Nachází asi 12 km severovýchodně od Mirotic a asi 22 km severně od Písku. V roce 2021 zde žilo 29 obyvatel v 16 domech.
Koloredov se skládá ze dvou částí – severního dvora a jižních domků. Jižní část je novodobá. Nedaleko Koloredova se nachází též samota Svatý Jan. Je zde registrováno 19 čísel popisných v rozmezí 114 – 132.
V osadě byl natáčen seriál Zdivočelá země.